# Véresen egyszerű
A Véresen egyszerű vagy A bérgyilkos (eredeti cím: Blood Simple) 1984-ben bemutatott amerikai független neo-noir bűnügyi film, melynek forgatókönyvírói, rendezői és producerei a Coen testvérek voltak. A főbb szerepekben John Getz, Frances McDormand, Dan Hedaya és M. Emmet Walsh látható. Ez volt a Coen testvérek első rendezése, Barry Sonnenfeld operatőr első nagyjátékfilmje, illetve McDormand első filmszerepe.
1984. október 12-én mutatták be a New York-i Filmfesztiválon. Bár bevételi szempontból nem aratott kiemelkedő sikert, a kritikusok dicsérték a filmet.

## Cselekmény
A pultos Ray és a háziasszony Abby szakadó esőben autózik egy éjjel. A nő megszökött rossz házasságából, otthagyva férjét, Julian Martyt, Ray főnökét. Bevallják egymásnak vonzalmukat és egy motelben együtt töltik az éjszakát. Lorren Visser magánnyomozó lefotózza a légyottot és megmutatja Martynak. Abby visszatér közös otthonukba összepakolni pár holmit, köztük egy kis pisztolyt is, melyet Martytól kapott. A nő figyelmeztetése ellenére Ray visszamegy munkahelyére, a bárba, elkérni Martytól kifizetetlen bérét. Marty gúnyosan közli vele, Abby őt is ugyanúgy el fogja árulni.
Másnap Marty megpróbálja elrabolni Abbyt Ray házából, de a nő ártalmatlanná teszi. A megalázott férj 10 ezer dollárt kínál Vissernek, ha megöli a párt. Visser betör Ray otthonába, ellopja Abby fegyverét, ezután bizonyítékként fotókat mutat megbízójának a kivégzett párról. Marty kifizeti a vérdíjat (közben titokban elrakja az egyik képet a széfébe), de Visser lelövi őt Abby pisztolyával és magával viszi a pénzt. A bérgyilkos azonban tudtán kívül ottfelejti öngyújtóját.
Mint kiderül, Visser csak hamisította a fotókat. Ray konfrontálódni akar Martyval az elmaradt fizetése miatt a bárban, de ott felfedezi a férfi holttestét, miközben véletlenül rálépve elsüti Abby fegyverét. Azt feltételezve, hogy a nő ölte meg a férjet, elrakja a fegyvert és autójába tuszkolja a holttestet. Vezetés közben döbbenten veszi észre, hogy Marty ugyan félholt, de még életben van, ezért egy mezőn élve eltemeti. 
A zavarodott Ray elmegy Abby új lakásába és próbálja elmagyarázni, hogy mindent elintézett, ám a nő nem érti, mire céloz és vitatkozni kezdenek. Visser felhívja a nőt a lakásán, de nem szól bele a telefonba, ezért Abby feltételezi, Marty volt az. Az elborzadt Ray távozik és később vitába keveredik Meurice nevű pultostársával, aki Marty egy üzenetrögzítőn hagyott üzenetéből értesült a széfből ellopott pénzről – és azt hiszi, Ray vitte el azt.
A fotók elégetése közben Visser rájön, az egyik kép hiányzik és az öngyújtóját sem találja. A terhelő bizonyítékokat keresve visszatér a bárba, de Abby érkezése megzavarja. A nő is azt hiszi, Ray törte fel a széfet és gyanítani kezdi, hogy férje már nem él. Aznap éjjel rémálma lesz Martyról, aki figyelmezteti, Ray vele is végezni fog. Ray elárulja neki, hogy Marty még élt, amikor elásta.
Ray is elmegy a bárba és megtalálja a kompromittáló fotót. Rájön, hogy valaki követte őt Abby lakásáig, amikor a nő hazaér, Ray a sötétben ül. Abby felkapcsolja a villanyt, mert fél Raytől, de ekkor Visser egy tetőről lelövi a férfit. Abbynek sikerül összetörnie a villanykörtét és elrejtőznie a fürdőszobában.
A lakásba belépve Visser keresni kezdi öngyújtóját (melyet ironikus módon senki nem vett észre) és a fürdőszobába megy, de Abby már az ablakon keresztül átmászott a szomszéd lakásba. A bérgyilkos az ablakon kinyúlva kísérli meg kinyitni a másik ablakot, de ekkor Abby Ray késével a párkányhoz szögezi a férfi kézfejét. Visser lövöldözni kezd a falon keresztül, majd ököllel átüti azt, de ekkor Abby a pisztolyával lelövi a támadóját. Abby közli vele, „nem félek tőled, Marty.” Erre a haldokló Visser nevetve válaszol: „Asszonyom, ha találkozom vele, átadom az üzenetet”.

## Szereplők
| Színész           | Szerep       | Magyar hang   | Magyar hang     | Magyar hang       |
| Színész           | Szerep       | 1 .szinkron   | 2. szinkron     | 3. szinkron       |
| ----------------- | ------------ | ------------- | --------------- | ----------------- |
| John Getz         | Ray          | Kovács István | Fazekas István  | Haás Vander Péter |
| Frances McDormand | Abby         | Csere Ágnes   | Zakariás Éva    | Major Melinda     |
| Dan Hedaya        | Julian Marty | Szokolay Ottó | Varga T. József | Csuja Imre        |
| M. Emmet Walsh    | Loren Visser | Konrád Antal  | Csurka László   | Várkonyi András   |
| Samm-Art Williams | Meurice      | Bognár Zsolt  | Gesztesi Károly | Szatmári Attila   |

## Fordítás
- Ez a szócikk részben vagy egészben  a   Blood Simple című angol Wikipédia-szócikk fordításán alapul.  Az eredeti cikk szerkesztőit annak laptörténete sorolja fel. Ez a jelzés csupán a megfogalmazás eredetét és a szerzői jogokat jelzi, nem szolgál a cikkben szereplő információk forrásmegjelöléseként.